# Пругасти пиринчев пацов
Пругасти пиринчев пацов или пругасти пиринчев хрчак (лат. Handleyomys rhabdops, рус. Полосатый рисовый хомяк) је врста глодара из породице хрчкова (Cricetidae). 

## Распрострањење
Врста има станиште у Гватемали и Мексику.

## Станиште
Пругасти пиринчев пацов има станиште на копну.

## Угроженост
Ова врста се сматра рањивом у погледу угрожености врсте од изумирања.

### Популациони тренд
Популација ове врсте се смањује, судећи по расположивим подацима.